# Armando Fernández-Xesta
Armando Fernández-Xesta Vázquez (Vigo, 13 de enero de 1943-26 de febrero de 2016) fue un periodista, historiador militar,  coleccionista, filatélico, y empresario español.

## Biografía
Licenciado en Ciencias de la Información por la Universidad Complutense de Madrid, sus inicios como periodista tuvieron lugar en el Faro de Vigo, para pasar después a Bilbao donde fue redactor jefe de El Correo Español-El Pueblo Vasco. De vuelta a La Coruña, fue director adjunto de La Voz de Galicia. También fue enviado especial en el extranjero en distintos países como Japón, Cuba o la República Popular China, donde en 1970 fue uno de los pocos periodistas españoles que pudo entrar y grabar en la Ciudad Prohibida, bajo el régimen de Mao Zedong. Finalmente, participó en el relanzamiento de Diario 16 en su última etapa. y La Voz de Baleares. Fundador de la empresa consultora en imagen y comunicación Octo en 1997, se dedicó a las actividades empresariales desde entonces.
Aficionado a la historia militar, poseía una hemeroteca con más de cuarenta mil ejemplares originales y, algunos, únicos, sobre la historia de la Segunda Guerra Mundial. En vida gestionó, a través del Archivo Fernández-Xesta junto con la Universidad Rey Juan Carlos, la digitalización de su archivo y la creación de un portal con acceso al conjunto del fondo documental. Miembro de número desde 1987 de la Academia Hispánica de Filatelia, el conjunto de sus colecciones y trabajos sobre temática militar le fue reconocido en España al ser galardonado con la Gran Cruz con Distintivo Blanco al Mérito Militar.